# The Stones
The Stones is een kort-bestaande televisie sitcom, met Robert Klein, Judith Light, Lindsay Sloane en Jay Baruchel. In de serie werd een familie omschreven, waar de ouders gescheiden zijn maar nog wel in hetzelfde huis wonen. De première was op 17 maart 2004 op de Amerikaanse televisiezender CBS en werd na negen afleveringen afgekeurd, omdat de beoordelingen slecht waren.

## Cast
- Judith Light als Barbara Stone
- Lindsay Sloane als Karly Stone
- Jay Baruchel als Winston Stone
- Robert Klein als Stan Stone
- Kimberly McCullough als Audra